# ديفوسية متمادية
ديفوسية متمادية (الاسم العلمي: Devosia confluentis) هي نوع من البكتيريا، تتبع جنس الديفوسية، كانت قد عُزلت من بحر اليابان في كوريا.